# كريس هاينتز
كريس هاينتز (بالإنجليزية: Chris Heintz)‏ هو لاعب كرة قاعدة أمريكي، ولد في 6 أغسطس 1974 في سيوسيت في الولايات المتحدة.

## وصلات خارجية
- كريس هاينتز على موقعبيزبول رفرنس.كوم (الدوري الرئيسي) (الإنجليزية)
- كريس هاينتز على موقعبيزبول رفرنس.كوم (الدوري الثانوي) (الإنجليزية)
- كريس هاينتز على موقع إي إس بي إن.كوم (أم.أل.بي) (الإنجليزية)
- كريس هاينتز على موقع مشجعي الرسوم البيانية (الإنجليزية)